# 六國史
六國史是對日本奈良時代、平安時代所編輯的六部編年體史書的總稱。西元720年舍人親王臨摹中國正史文筆，主編《日本書紀》，成為日本正史的濫觴。西元797—901年，日本朝廷陸續編撰五部正史：《續日本紀》、《日本後紀》、《續日本後紀》、《日本文德天皇實錄》、《日本三代實錄》，加上原本的《日本書紀》，合稱「六國史」。其後屢有修纂新史之計畫，卻每逢戰亂而以未遂告終。近代又有以考證學角度修纂全漢文大日本編年史的計畫，不幸遭筆禍事件而停擺。今日則有「大日本史料」補足六國史之後的空缺，可惜停留在史料、史稿程度，完成度不及六國史系列。

## 概略
- 日本書紀 - 神代開始、持統天皇結束（？ - 697年）凡30卷。720年（養老4年）完成。撰者舍人親王。
- 續日本紀 - 文武天皇開始、桓武天皇結束（697年 - 791年）凡40卷。797年（延曆16年）完成。撰者菅野真道・藤原繼繩等。
- 日本後紀 - 桓武天皇開始、淳和天皇結束（792年 - 833年）凡40卷（現存10卷）。840年（承和7年）完成。撰者藤原冬嗣・藤原緒嗣等。
- 續日本後紀 - 仁明天皇時代（833年 - 850年）凡20卷。869年（貞觀11年）完成。撰者藤原良房・春澄善繩等。
- 日本文德天皇實錄 - 文德天皇時代（850年 - 858年）凡10卷。879年（元慶3年）完成。撰者藤原基經・菅原是善・嶋田良臣等。
- 日本三代實錄 - 清和天皇開始、光孝天皇結束（858年 - 887年）凡50卷。901年（延喜元年）完成。撰者藤原時平・大藏善行・菅原道真等。

## 六國史之外的其他重要史書
- 古事記 - 據序文先于《日本書紀》的史書。
- 本朝世紀 - 鳥羽上皇欲編輯繼承六國史之國史所敕撰之史書。未完。
- 吾妻鏡 - 鎌倉幕府官修之編年体、日記体裁史書。
- 本朝通鑑 - 林家所編纂之江戶幕府主導的編年体通史，年代涵蓋神代至安土桃山時代。
- 後鑑 - 江戶幕府官修之室町時代史書。
- 德川實紀  - 江戶幕府官修史書，記載歷代德川將軍在位時發生的事件。正式名稱為『御實紀』。
- 大日本史 - 水戶藩所編纂的紀傳體史書。
- 大日本史料 - 明治時期由帝國大学文科大学史料編纂掛（今東京大学史料編纂所）所持續編纂，整理六國史以降之史料。

## 外部連結
- 六國史